# 緋村剣心
緋村 剣心（ひむら けんしん）は、和月伸宏の漫画『るろうに剣心 -明治剣客浪漫譚-』に登場する架空の剣客であり、本作品の主人公である。作中では緋村 抜刀斎（ひむら ばっとうさい）の名でも呼ばれている。モチーフは河上彦斎。

## プロフィール
- 生年月日：嘉永二年五月一日（1849年6月20日）[1]
- 身長：158 cm（人斬り時：155 cm・心太：125 cm）
- 体重：48 kg（人斬り時：42 kg・心太：19 kg）
- 血液型：AB型
- 星座：双子座
- 出身地：不明[2][3]
- 特技：口八丁
- 苦手なもの：薫の料理

## 人物像
短身痩躯で赤髪の優男。左頬にある大きな十字傷が特徴である。一見朗らかで間の抜けた人物だが、かつては長州派維新志士で、幕末最強とまで謳われた伝説の人斬り・緋村抜刀斎その人である。修羅さながらに殺人剣を振るい数多くの佐幕派の要人を殺害してきたが、ある不幸な事件（後述）から人を殺すことを次第にためらうようになり明治維新後は完全に不殺（ころさず）を誓い、流浪人（るろうに）として全国を旅し、弱き人たちのために剣を振るっていた。神谷薫との出会いや、同じ激動の時代を生き抜いた宿敵たちとの戦いを通じて、贖罪の答えと新たな時代での生き方を模索していく。
生来争い事を好まない性格だが、戦国時代に端を発する古流剣術「飛天御剣流（ひてんみつるぎりゅう）」の使い手で、ひとたび戦いとなれば逆刃刀という、峰と刃が逆転した刀で人智を越えた剣技を繰り出し、軍の一個大隊をも遥かに超える一騎当千の戦力を発揮する。剣客とはいえ、1876年（明治9年）に廃刀令が発布されて以降も帯刀しているため、都市部などでは廃刀令違反として警官に詰問されることが多く、神谷道場のある町でも顔と名が知られるまでは警官に追いかけられている。
剣心の人格は温厚で物腰柔らかい性格であるが、作品序盤では感情が高ぶったりした時に人斬り抜刀斎としての人格が蘇り、人が変わったように好戦的で冷酷になることもあった。剣心の時の人格のころの一人称は「拙者」、語尾はござる口調をしているが、抜刀斎のころの人格の一人称は「俺」に戻る。二人称は「お主」で、アニメでは「お前」も使用していた。口癖は「おろ」。女性には「〜殿」と尊称で呼んでいる。作者同様に字が下手。
剣心の人格は「不殺」の誓いから自分が相手を斬殺することはもちろん、敵味方関係無しに相手を殺すことを良しとしない考えを持っており、「不殺」の誓いを胸に秘めた以降はどのような残虐非道な悪人に対峙しても、どのような困難な状況に陥ろうとも「不殺」の信念を決して曲げることはなかった。なお人斬り抜刀斎としての人格が蘇った際には「不殺」の誓いの箍が外れ、普段とは桁違いの戦闘能力と攻撃性を発揮する。
年齢は満年齢で28歳 → 29歳だがそうは見えないほど若々しい容姿をしており、女性に間違えられることもしばしばある。なお、本作品では基本的に登場人物の年齢は数え年で表記されているが、剣心だけは満年齢で歳を数えている。
暗殺稼業という明治維新の暗部を良く知る人間でありながら、山県有朋ら長州派維新志士の多くから（大久保利通のような薩摩派の維新志士からも）陰で活躍した功労者として未だに強い信頼を寄せられており、剣心がその気になれば陸軍の将軍になることや、財政界の長州派権力を動かすことすらできることが蒼紫や谷十三郎の口から語られている。また、山県有朋から実際に帝国陸軍の大幹部に誘われたこともあるが丁重に断っている。もっとも、彼を「人斬り」と蔑む維新志士も多く、また彼の口から維新の暗部が漏れることを恐れた一部の維新志士により、暗殺組織に命を狙われたことがある。
前述の通り華奢な体格であり、原作終盤における雪代縁との最終決戦後、高荷恵によって、どれだけ才能があろうと剣心の小柄な体格では飛天御剣流を操るには不適格であったことが告げられる。恵によると飛天御剣流は比古のような頑丈な体躯と筋肉量をもってして初めて使える流派であり、小柄な剣心が使うには反動が大き過ぎたという。特に奥義である天翔龍閃が剣心の身体にかける負担は大きく、奥義の会得を機に、体に淀みのようなものを感じるなど、戦いに影響はないものの徐々に体調を悪くしていった。恵からは「普通に剣を振るい続ける分には問題ないが、飛天御剣流は確実にあと5年以内に打てなくなる」と告げられ、明治15年の時点では飛天御剣流のほとんどの技を使用できなくなっているとされていたが、明治16年の時点で少なくとも九頭龍閃の使用までは可能である。弥彦からは「一撃で敵を倒すために飛天御剣流を無理に使わなければならないほど弱っているのでは？」と疑われていたが、実際に弥彦と再度試合をした際には往年の実力を見せており、弥彦も自分の疑念を撤回している。しかし薫、弥彦の両名から体力面の低下は指摘されており、九頭龍閃を使った結果、後で反動で苦しむ姿が描かれている。
異性の恋愛感情に疎い描写があるなど、やや天然ボケかつデリカシーに欠ける一面を見せることも。また、黒田節や傘を使った曲芸にも精通している。
人物像のモチーフとなったのは、幕末に実在した剣客である河上彦斎。作者の和月伸宏は「剣心というキャラを描くうえで『幕末の四大人斬り』を参考にした」と述べている。河上彦斎は本編には登場しないが『剣心皆伝』の企画「剣心再筆」で作者にデザインされており、戦い方が似ていることから抜刀斎と混同されることが多く、お互い迷惑だと思っていると設定されている。
完全版1巻における、キャラクターをリファインする企画「剣心再筆」では、十字傷は巴に付けられた横傷が長くなり、鼻にまで達している。髪は量が減り、髪型も細めの二つ縛りに変更。服装には多少洋風テイストが加わり、逆刃刀は強度重視かつシンプルな造りで、黒南蛮鉄の拵えに鉄金具、さらに鞘走りを補助するためにハバキが長くなっている。完全版15巻にて「緋村剣心」とは別に、維新志士「人斬り抜刀斎」として再び表紙を飾った。目つきが相当に鋭く、髪を黒く染め（地毛で活動するようになったのは遊撃剣士になってから）、「剣心再筆」の剣心同様、後ろ髪は二本でまとめている（束ね方は異なる）。新井赤空作初期型殺人奇剣「全刃刀」（峰と鍔にも刃がある）を使う。

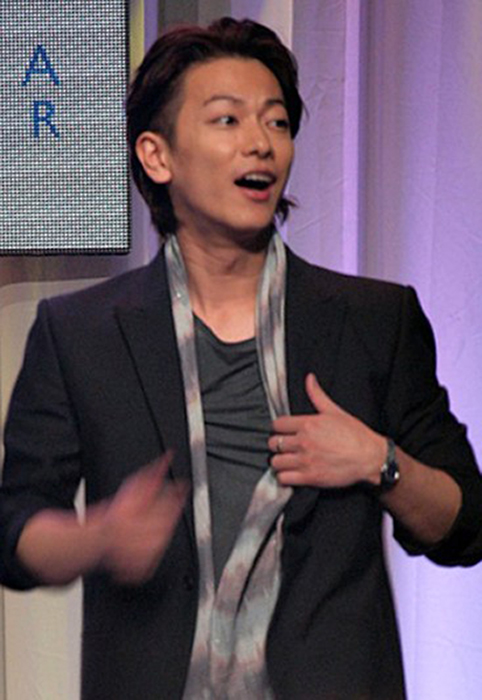
実写映画版で剣心を演じた佐藤健。

剣心の没デザインは関原妙および冴に流用された。また、作者の別作品『武装錬金』のヒロイン・斗貴子は作者も意図していたわけではないのだが、「描き易いと思ったら顔が抜刀斎だった」と同作の単行本1巻で語っている。
実写映画版においては基本的な設定は原作にほぼ沿っている。ただし、原作では最初から着用している赤い着衣は当初は着ておらず、薫から譲られた父親の遺品となっている。
『るろうに剣心 -キネマ版-』においても基本的なところは変わっていないが、デザインに白いマフラーが加わった。「普段は温厚だが、刀を抜くと人が変わる」という性格付けがなされており、精神状態によって十字傷の色が変化する。普段は薄紅だが、怒りによって色が濃くなっていき、抜刀斎に立ち戻ると深紅に変色する。
身長は158cmということで、作中では小柄であることを頻繁に指摘されるが、明治時代の成人男性の平均身長と同程度あり、史実に沿って判断すれば特に小柄でもない。

## 来歴
幼名は心太（しんた）。幼少期に天涯孤独となり、人買いに捕まる。その最中、山賊に襲われ、霞や茜、桜といった僅かながらに親しくなった人たちを喪い、ただ一人生き残ったところを比古清十郎に救われ、その素質を見込んだ彼に引き取られる。その際に剣客に相応しい名として剣心と名付けられた。比古の下で飛天御剣流の修行をするものの14歳の時、奥義伝授を残したところで動乱を終わらせたいという気持ちから山を下りることを決心。比古にその旨を伝えるも意見が合わず、一日中揉めた末に飛び出す。
山を降りた後は長州藩の奇兵隊の試験場へと向かい、桂小五郎・高杉晋作の前で双龍閃で巻藁を一刀両断・粉砕させた実力を買われ、桂の命令により影で幕府の要人暗殺を請け負う人斬りとなる。以降、幕末の京都で暗躍、抜刀術の全てを極めるその強さと冷徹さから、人斬り抜刀斎と恐れられるようになる。
暗殺者としての任を全うしていく中で目標の従者であった清里明良を斬殺する際に左頬に一つ目の傷を付けられる。その後、清里の許嫁だった雪代巴が復讐のために剣心に近づく。新時代のためとはいえ人斬りとしての自分に疑問を抱いていた剣心は、次第に巴に依存するようになる。また、巴も剣心に魅かれるようになり、一時的に身を隠す際に夫婦として大津で暮らすことになった。しかし巴が剣心暗殺のために協力していた闇乃武が、巴を囮にして剣心を襲撃する。実際は始めから闇乃武が巴を利用していたに過ぎず、剣心の「弱点」にするため巴を近づけさせていた。闇乃武の首魁と一騎討ちの中、それまでに首魁の団員との闘いで五感の中で視覚・聴覚・触覚を一時的ながら失い剣心は目が見えていない状態でほぼ捨て身の攻撃を首魁に敢行。相手の攻撃から剣心を庇ったために巴は剣心の手によって過って斬殺され、その際に巴の小刀が手から抜け落ち剣心の左頬に二つ目の傷が付き、十字傷が出来上がる。
その後、巴の日記によって、自分が許嫁であった男性も斬っていたことを知り、新時代が来たら、もう二度と人は斬らないと誓う。京都に戻ってからは、暗殺稼業は志々雄真実に譲られ、先陣を切って幕臣たちと戦う「遊撃剣士」として働き、新選組幹部達と多くの死闘を演じる。本来、裏方の人斬りが有名になったのはこのためである。
鳥羽・伏見の戦いの後は桂の許可を得た上で維新志士側から離脱。刀を持たない状態で京都を去るつもりだったが、幕末の刀匠である新井赤空に諭される。赤空に託された逆刃刀を携えたその日から不殺を誓い、緋村剣心として、流浪人となり放浪の旅をしながら人々を守るために剣を振るう。人斬り抜刀斎は動乱の終結と共に突然姿を消した幕末最強の剣客の伝説として長く語り継がれることとなる。明治11年までの彼の足取りは会津戦争に遭遇したこと、西南戦争を近くで見守っていたこと、明治10年に一度東京に訪れていたこと、神谷活心流道場に住まう直前に横浜に訪れたことが『剣心秘伝』や読切作品で明かされている。

### 本編（明治11年以降）
“明治の御一新”から十年後、神谷薫と出会い、神谷活心流道場で暮らし始める傍らで人々を守り、街中で滅法強いと評判の剣客となる。そんな中、左之助や鵜堂刃衛、蒼紫、斎藤一と出会い戦ううちに、封じていた人斬りの本能が目覚めていき、その狭間で悩み苦しみながらも薫に支えられる。
追い打ちをかけるように、志々雄真実が生きており京都で暗躍しているため、大久保利通に日本国のため志々雄を殺して欲しいと懇願される。当初は断っていたが、一週間後の再回答の日に大久保が瀬田宗次郎に暗殺されたことを受け、志々雄を止めるべく、薫にのみ別れを告げて去る。その道中、宗次郎と剣を交えた際に、逆刃刀が折れてしまう。新しい逆刃刀を求めて新井赤空を尋ねるも、そこで十本刀の張に襲われ、止むを得ず「宝刀」として奉納されていた刀を取って戦う。例え相手が悪人であっても逆刃刀でない刀を抜き不殺の誓いを破って人を殺めてしまえば抜刀斎に立ち戻ってしまうことは避けられず、剣心は赤子の命を守るためにそれを覚悟の上で宝刀を抜き張を倒したが、その宝刀こそが赤空の最後の一振りである、逆刃刀・真打であり、張は死んでいなかったため、抜刀斎に立ち戻ることは避けられた。赤空の息子・青空から逆刃刀・真打が悔恨と平和への願いを込めて打った生涯最後の刀だと知らされ、赤空の想いを汲み取りその一振りを受け取る。
そして現在の状態では志々雄一派に勝てないことを痛感し、志々雄一派に勝つための強さを手に入れるため、幼少期に喧嘩別れした師匠、比古清十郎の元を再び訪れる。そこで剣心のあとを追って来た薫たちと再会し、共に東京に帰ると約束する。最初は反対されるが、幼少期からの変わらない意志によって師匠から奥義を伝授される。そして、志々雄一派が待ち受ける比叡山の祠に出向く。奥義である天翔龍閃（あまかけるりゅうのひらめき）を駆使し、蒼紫、宗次郎と立て続けに紙一重で生死を分ける死闘を経て、最後に志々雄と戦うこととなる。激闘の末、勝利したかに見えたが、気を許した不意をつかれ瀕死の重傷を負い死を覚悟する。しかし薫との「共に東京に帰る」という約束を思い出し、生きる意志を持ち立ち上がり勝利。志々雄一派は壊滅する。
東京に帰ってからは、今までのように流浪人として一線引いていた様子もなくなり、仲間にも一歩踏み出して接するようになった。そんな中、雪代巴の弟である雪代縁が15年の歳月を経て、剣心への復讐「人誅」のため現れる。縁と再会した後は15年前に巴を斬殺した罪に再び苛まれることとなる。いつも以上に苦悩する姿を見て、薫と仲間たちは剣心の身に何が起こったのかと心配する。初めは襲撃の件について話そうか迷っていたが、仲間たちの気持ちに心動かされ、人誅の意味と己の過去を語ることとなる。
縁との1回目の戦いでは人斬りの罪を償う答えが得られないまま戦い、天翔龍閃までも破られ敗北する。そして剣心の最も大切なものを奪うという「人誅」によって、薫を縁に殺害された（と思い込んだ）ことで生き地獄を味わう。またも愛する者を守れなかったことに絶望し廃人同然の状態となり、仲間たちの声にも応えず左之助には愛想を尽かされてしまう。だが数日後、一人鯨波と戦う弥彦の身を案じた燕の訪問を受け、弥彦を助けてくれと懇願され動揺する。廃人状態を見守っていたオイボレと呼ばれる老人が背中を押してくれたお陰で、今生きている一人でも多くの人たちの笑顔を灯すために、剣が振るえなくなるその日まで、剣と心を賭してこの戦いの人生を完遂するという償いの答えを見出す。そして絶望から立ち上がり鯨波に追い詰められた弥彦の前に駆けつける。そして薫を救うため縁に最後の戦いを挑む。激闘の末、それまで生きてきた人生、そしてその人生に対する答えが両者の明暗を分け勝利。縁との長きに渡る因縁に決着を付け、薫を無事救出した。
いずれ自分が飛天御剣流を撃てなくなると知った際は、その前に幕末時代の宿敵である斎藤一との決着だけは果たしたいと呼び出したが、結局流された。
後に神谷薫と再婚し、息子の剣路をもうける。そして剣心は逆刃刀を明神弥彦に預け、それと同時に自らの思いも託す。それ以降は倭杖を持ち歩いている姿が後日談にあたる番外『春に桜』で見られる。ただし、『明日郎 前科アリ』にて飛天御剣流の技を使う際には弥彦から逆刃刀を借りている。
『明日郎 前科アリ（異聞）』では志々雄一派残党に追われる明日郎と阿爛を見た由太郎に呼ばれて登場。賊長を一蹴し、事件解決後は明日郎と阿爛を神谷道場の門下生として迎え入れる。その際無限刃を預かろうとするが、「その刀はしっくりくるから俺の刀だ」と語る明日郎に拒否され、明日郎が持つことを容認した。
北海道編では薫の父・越路郎の生存が判明したことから薫、剣路、左之助、明日郎、阿爛、旭と共に北海道へと向かう。これに先立ち、剣心の身を案じた弥彦から逆刃刀を返却された。北海道で海外放浪から帰って来た左之助と5年ぶりに再開し、函館に着いてから写真の手がかりを元に越路郎を探している中で、軍に入隊した三島栄次と再会し、栄次から折れた刀を見せられ、その刀が斎藤の物だと分かると、栄次の口から函館山で起きた一連の騒動と劍客兵器の存在を知らされ、栄次の頼みで凍座の尋問を頼まれ、凍座を尋問する中で劍客兵器の目的を知り、彼らを止めるため闘うことを決意する。しかし、恵から診断された飛天御剣流の反動による身体のダメージは深刻な物になっており、弥彦との手合わせでは本気を出したことと「九頭龍閃」を繰り出したことによる反動によって、刀を握れなくなるほどの激痛を伴うまでになっている。また、薫や弥彦曰く、体力がかなり落ちており、凍座との闘いでは「九頭龍閃」を合計4度使用したことで、体力を酷く消耗し、疲労回復のために長時間の睡眠を必要としたほど。その後、「二十七頭龍閃」が持ち技になった。

## 略歴
※年齢は、（満年齢 / 数え年）で表示。また、以下の経歴は原作のもの。
- 1849年（0歳 / 1歳） - 誕生。
- 1858年（9歳 / 10歳） - 両親を虎列剌で失う。
- 1859年（10歳 / 11歳） - 比古清十郎と出会い、飛天御剣流を習い出す。この時、「剣心」と名付けられる（なお、これは京都編での比古の台詞に基づいているが、剣心の回想では「2年前の黒船来航」という発言がある）。
- 1863年（14歳 / 15歳） - 比古清十郎と喧嘩別れして奇兵隊に入隊。桂小五郎の目に止まり人斬りとしての活動を開始。
- 1864年（15歳 / 16歳） - 雪代巴と出会う。7月ごろ、巴と結婚。年末、闇乃武との戦闘の際、巴をも斬ってしまう。
- 1865年（16歳 / 17歳） - 桂小五郎の依頼に応じて遊撃剣士としての活動を開始。
- 1868年（19歳 / 20歳） - 鳥羽・伏見の戦いの後、“抜刀斎”の名を捨て、流浪人としての旅を開始。また、旅の途中で会津戦争に遭遇している（『剣心秘伝』より）。
- 1877年（28歳 / 29歳） - 東京に姿を現し、来迎寺千鶴と出会う。西南戦争は参加こそしていないものの、近くで見守っていたらしい（『剣心秘伝』より）。
- 1878年（29歳 / 30歳） - 横浜の外国人居留地に姿を現す（第零幕より）。2月ごろ、横浜を発った5日後に再び訪れた東京で神谷薫と出会い、神谷活心流道場で暮らすようになる（剣心は「年齢は28歳」と発言しているが、これは誕生日を迎えていないため。時期的には京都編で誕生日を迎える）。
- 1880年（31歳 / 32歳） - 8月、神谷（緋村）薫との間に長男・剣路誕生。
- 1882年（33歳 / 34歳） - 8月、明神弥彦に「逆刃刀・真打」を託す[20]。
- 1883年（34歳 / 35歳） - 春ごろ[21]、北海道へと旅立つ（北海道編より）。

## キャスト
声優
- 緒方恵美（CDブック版）
- 涼風真世（テレビアニメ第1作）
- 鈴木真仁（テレビ第1作〈幼少期〉）
- 斉藤壮馬（テレビ第2作）
- 田村睦心（テレビ第2作〈幼少期〉）

俳優
- 佐藤健（実写映画版）
- 福崎那由他（実写映画版・幼少期）
- 早霧せいな（宝塚・松竹ミュージカル版）
- 永久輝せあ（宝塚ミュージカル版・新人公演）
- 小池徹平（京都編ミュージカル版）